# Dům Wurmova čp. 526
Dům ve Wurmově ulici čp. 526 je historická stavba v Olomouci vyznačující se především dřevěnou polychromovanou sochou svatého Antonína Paduánského s dítětem na ruce, umístěnou v ozdobném výklenku orámovaném štukovými rostlinnými motivy. Nad výklenkem se nachází štuková hlava andílka s ozdobnými festony po stranách. Socha byla pravděpodobně vyrobena v době, kdy bylo postaveno uliční křídlo budovy, tedy někdy po roce 1679. Podle této sochy býval dům v minulosti nazýván „U svatého Antonína v kutně“.
V budově sídlí Konzervatoř Evangelické akademie Olomouc.
Budova Wurmova 526/13, čtyřkřídlá budova kanovnického domu s vnitřním dvorem, je zapsána v Seznamu kulturních památek v Olomouci.

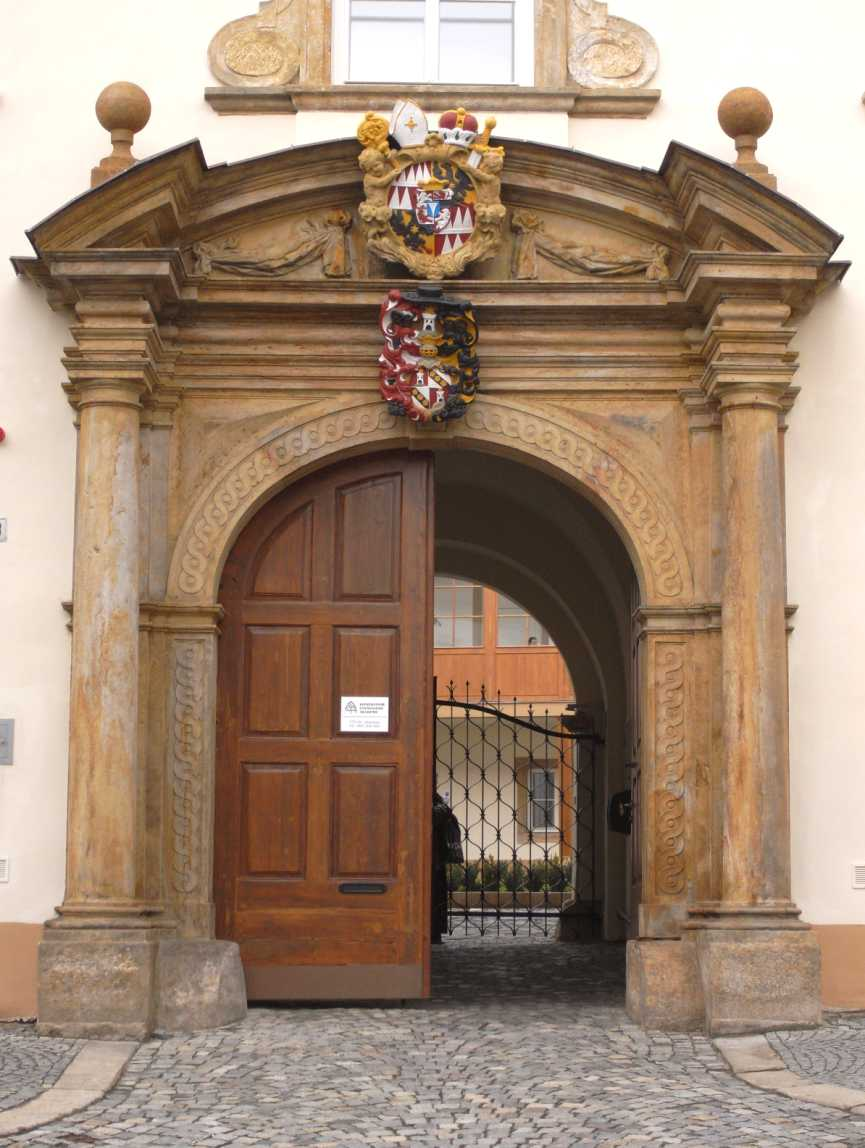
Portál